# Xaniona biguttata
Xaniona biguttata är en insektsart som först beskrevs av Wang och Li 2003.  Xaniona biguttata ingår i släktet Xaniona och familjen dvärgstritar. Inga underarter finns listade i Catalogue of Life.